# Ujung Tanjung (Sarolangun)
Ujung Tanjung is een bestuurslaag in het regentschap Sarolangun van de provincie Jambi, Indonesië. Ujung Tanjung telt 894 inwoners (volkstelling 2010).